# 李彦宗
西夏齊忠武王李彦宗（?—?），為中國古代西夏王朝的皇族，世系不详，他和夏桓宗李純祐、夏襄宗李安全同辈。被封为齐国王，封地西凉府，谥号忠武。1211年8月12日，李彦宗的儿子袭封齐王李遵顼发动政变，废黜襄宗李安全，李遵顼即位，是为夏神宗。